# Isjtarpoort

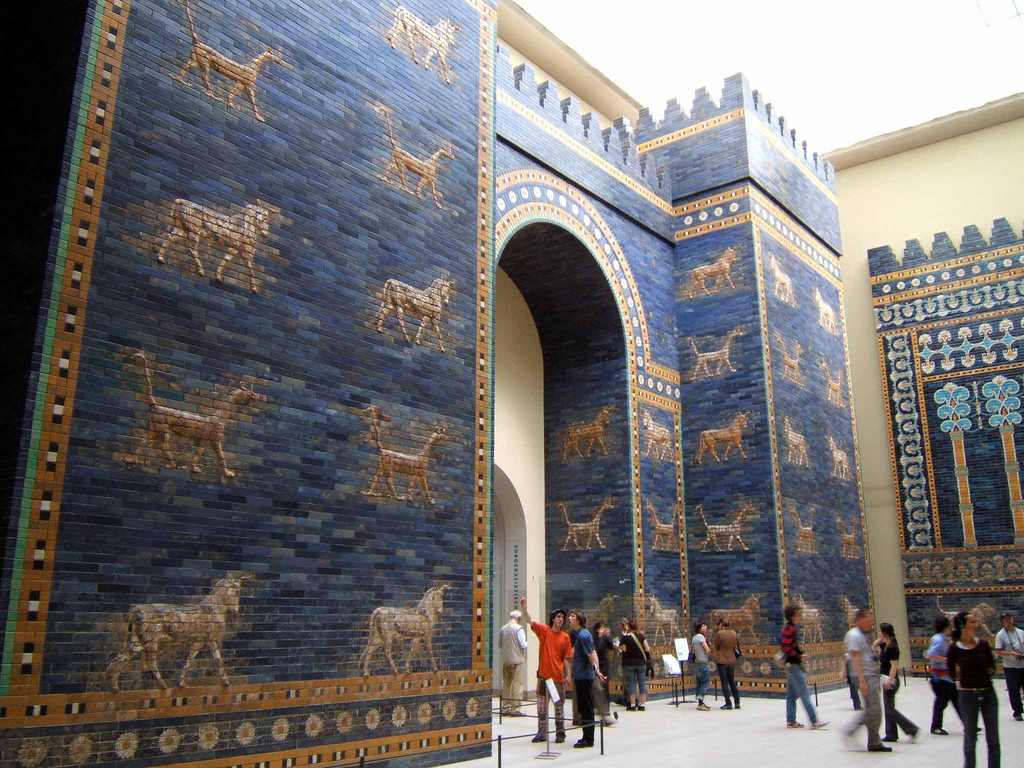
Voorste deel van de Isjtarpoort in het Pergamonmuseum in Berlijn

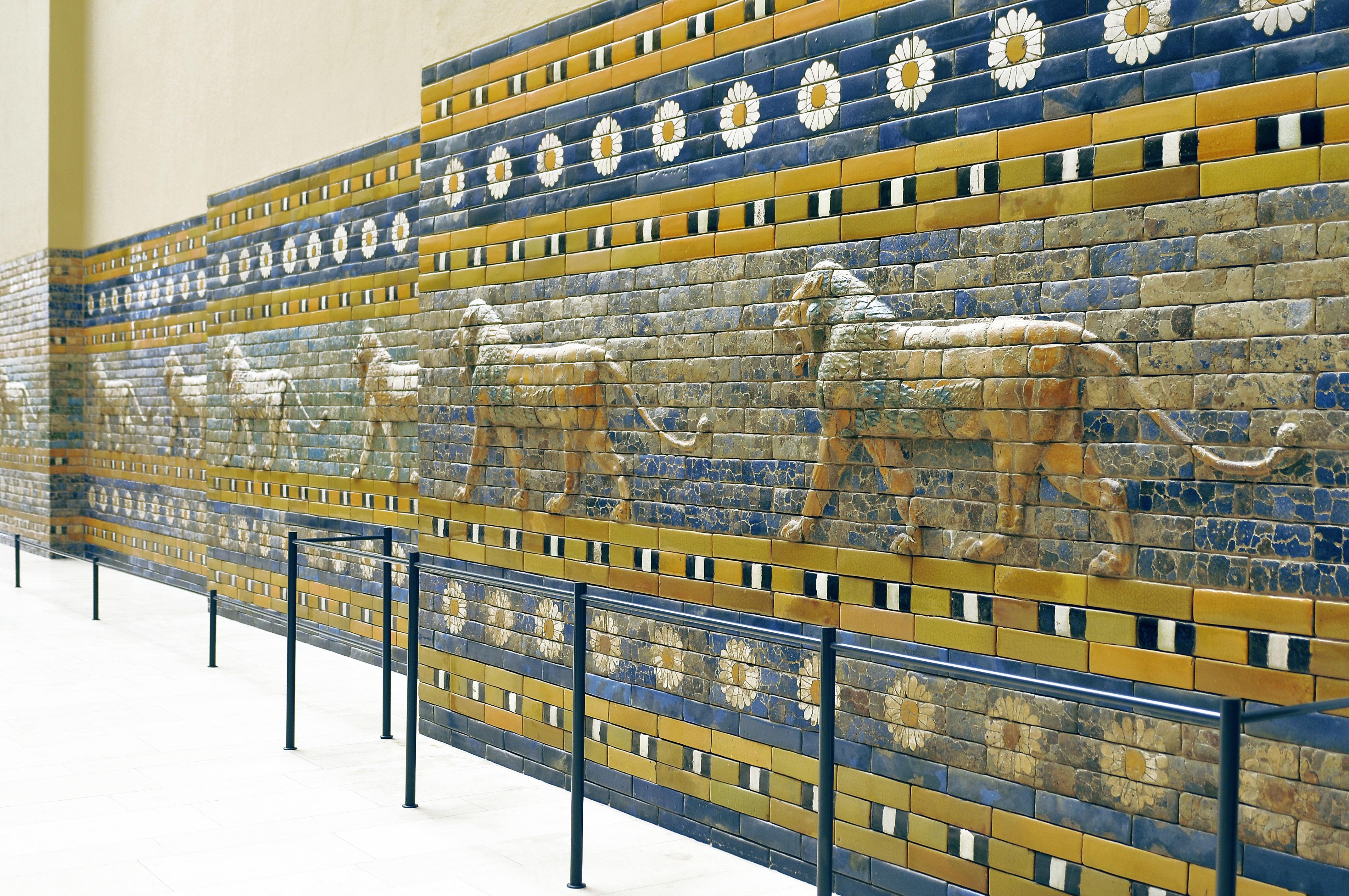
Deel van de aangrenzende processieweg, eveneens in het Pergamonmuseum

De Isjtarpoort of de Poort van Isjtar (ook Ištarpoort/Ishtarpoort of Poort van Ištar/Ishtar) was een van de stadspoorten van de stad Babylon. Deze poort werd rond 575 v.Chr. gebouwd in opdracht van koning Nebukadnezar II. De poort bestond uit twee poorten, een voor- en achterpoort waarvan de achterste en hoogste zo'n 15 meter hoog was. De poort is gewijd aan de Mesopotamische godin Ishtar en bedekt met een mozaïek van geglazuurde tegels. Het voorste, lagere deel van de poort is met origineel materiaal gereconstrueerd in het Pergamonmuseum in Berlijn. Andere delen van het originele mozaïek zijn te bezichtigen in onder andere het Archeologisch museum van Istanbul.
De Isjtarpoort was de achtste poort van Babylon en stond aan de noordzijde van de stad. Deze stond aan het begin van een rechte ommuurde processieweg die eindigde bij een ziggoerat. Koning Nebukadnezar II regeerde op het hoogtepunt van de macht van het Nieuw-Babylonische Rijk, breidde zijn land ver uit en veroverde in 587 v.Chr. het Koninkrijk Juda en Jeruzalem. Hij liet zijn hoofdstad verfraaien en de Isjtarpoort was een van de prestigeprojecten.

## Kenmerken
De Isjtarpoort was gewijd aan de Assyrische godin Isjtar, een vruchtbaarheidsgodin, maar ook de godin van liefde, oorlog en seks. Dit wordt benadrukt door de vele afgebeelde madeliefjes. De poort is gedecoreerd met geglazuurde tegels. De veelal blauwe tegels moesten op lapis lazuli lijken. In andere kleuren, zoals goudkleurig en bruin zijn mythologische dieren uitgebeeld zoals de Sirruš (een soort draak), de oeros (een uitgestorven rundersoort) en leeuwen. Deze symboliseren de goden Marduk, Hadad en Ishtar. De afbeeldingen worden omrand door bloemen die mogelijk naar de vruchtbaarheid verwijzen. De deuren van de poort waren vermoedelijk gemaakt van cederhout. De processieweg, waar de Isjtarpoort het begin van vormde, was aan beide zijden geflankeerd door muren die eveneens deels bedekt waren met dezelfde soort tegels. Op de poort staat een inscriptie van zestig regels waarin de symbolische betekenis van de poort wordt uitgelegd.

## Opgraving
De Duitse archeoloog Robert Koldewey deed in de periode 1902 tot 1914 opgravingswerk naar de poort. Door zijn werk is een deel van de poort en de processieweg verscheept naar Berlijn waar het in het Pergamonmuseum weer werd opgebouwd. In 1987 werd een replica van de poort opgeleverd als toegang tot een nooit afgebouwd museum, dicht bij de originele plek.

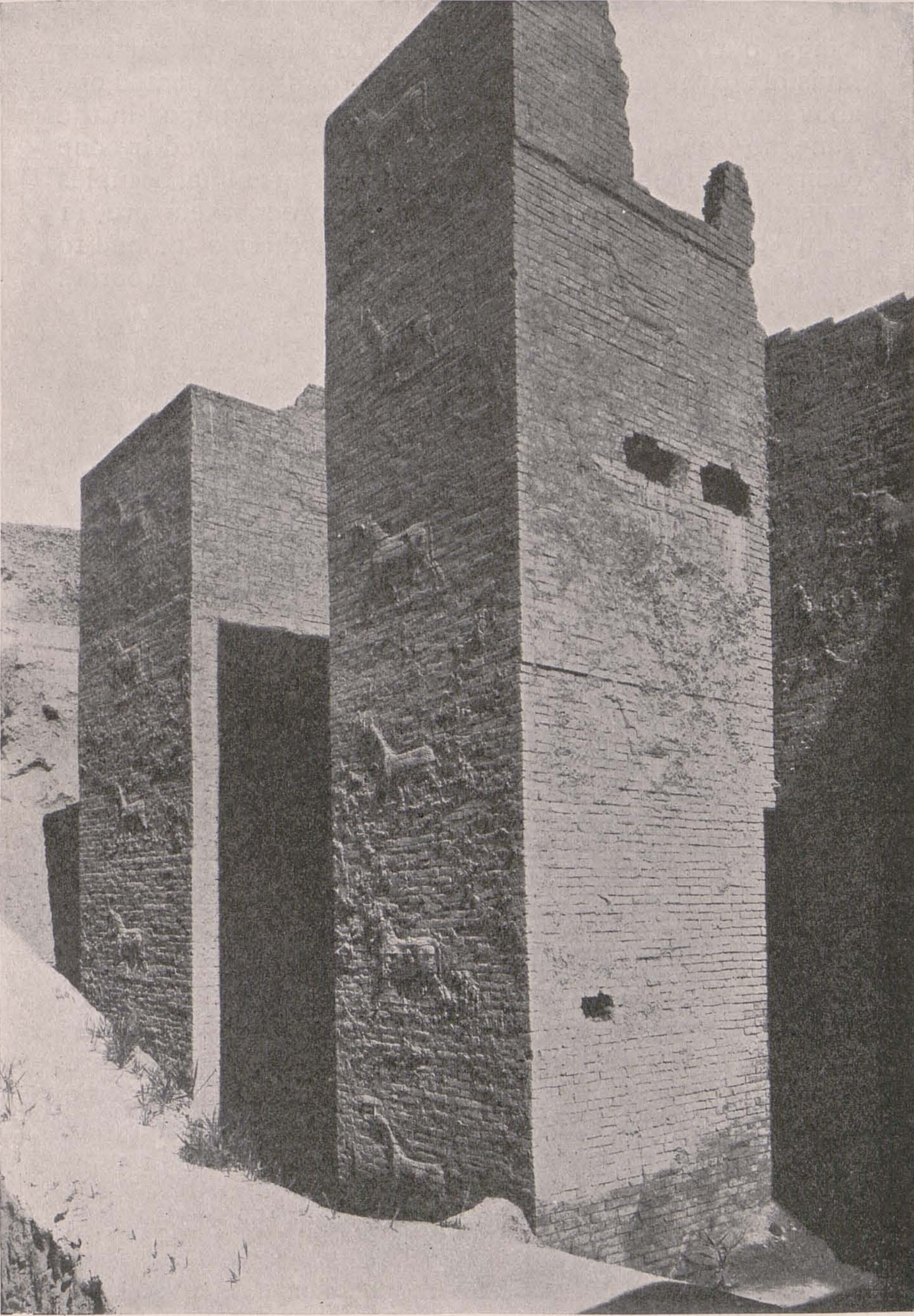
Deel van de poort rond 1914
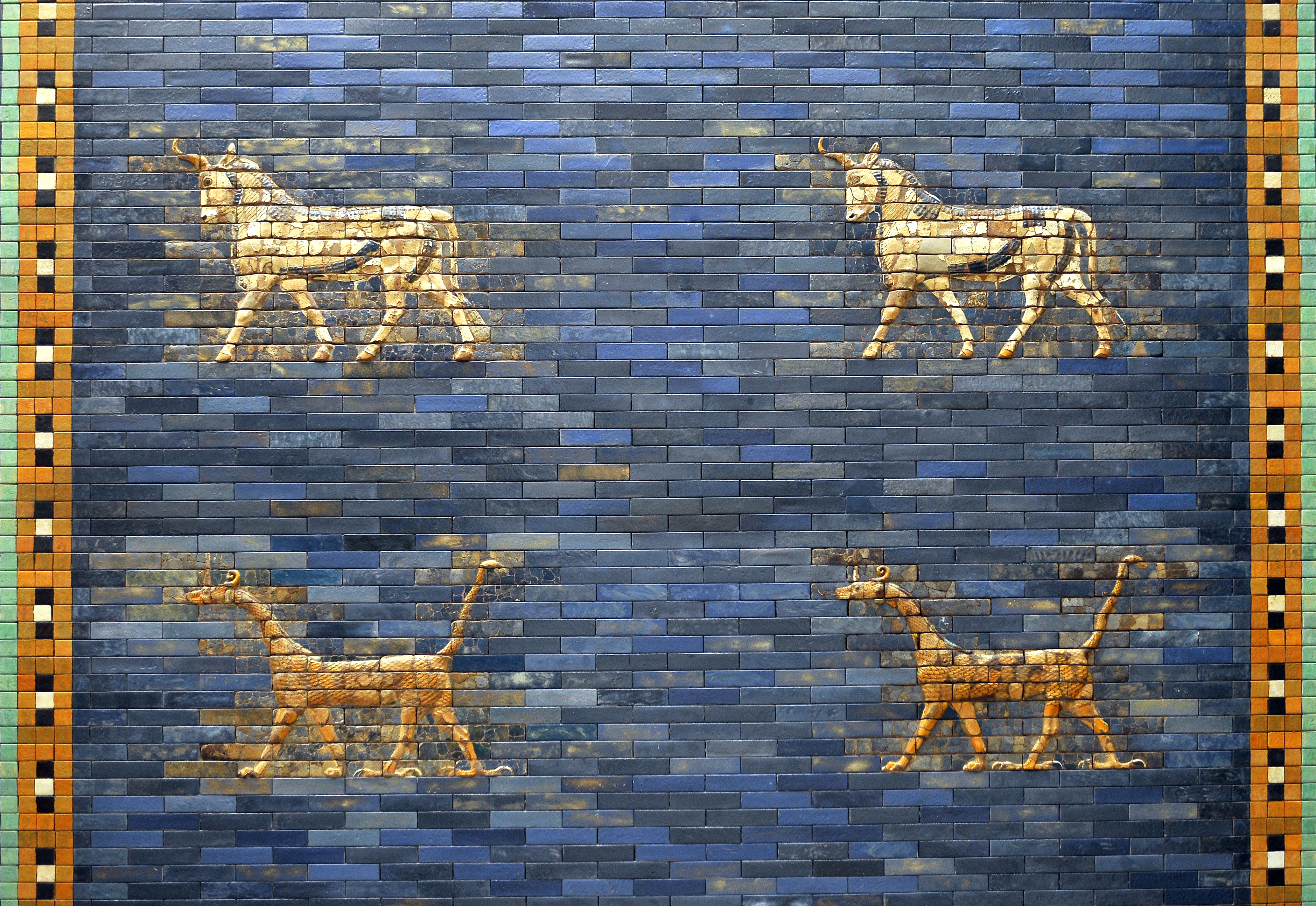
Sirrušen en oerossen.
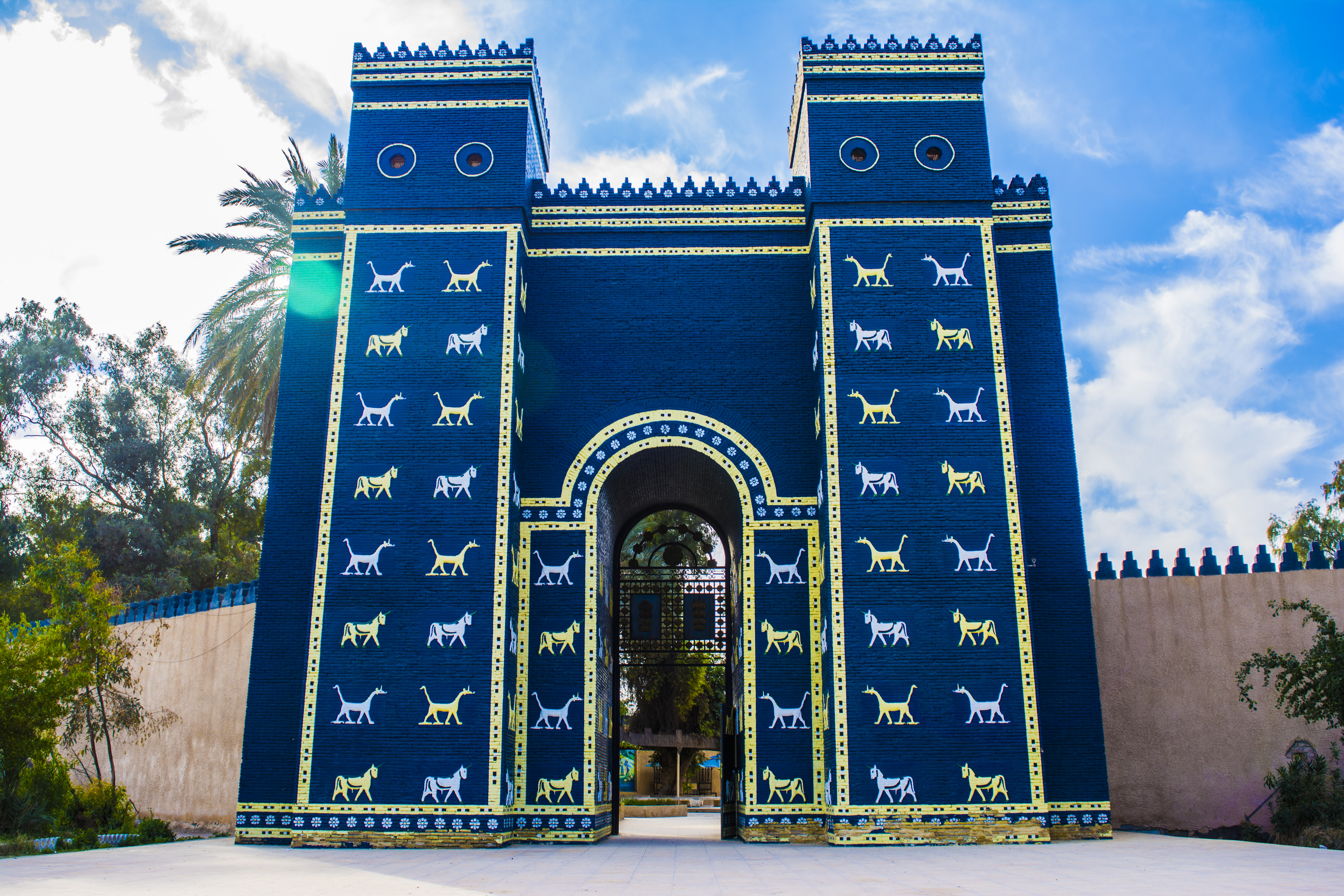
Replica van de poort in Irak vlak bij de originele plek